# Eglė
Eglė (litauisch für Fichte) ist ein litauischer weiblicher  Vorname.

## Namensträger
- Eglė Balčiūnaitė (* 1988), Läuferin
- Eglė Bilevičiūtė (* 1976), Kriminalistin
- Eglė Markevičiūtė (* 1988), Politikerin, Vizeministerin und stellvertretende Wirtschaftsministerin
- Eglė Radušytė (* 1974), Völkerrechtlerin, Diplomatin und Vizeministerin
- Eglė Savickaitė (* 2004), Skilangläuferin

## Mythologie
- Eglė, die Königin der Nattern  (litauisch Eglė žalčių karalienė) ist eine der bekanntesten litauischen Legenden und Volksmärchen